# جان برکو
جان برکو (انگلیسی: John Bercow؛ زادهٔ ۱۹ ژانویهٔ ۱۹۶۳) سیاست‌مدار بریتانیایی است که از ژوئن ۲۰۰۹ رییس مجلس عوام بریتانیا بوده است. او عضو حزب محافظه‌کار است. او به عنوان یک دست راستی سابقاً سرسخت پس از انتخاب به نمایندگی پارلمان دیدگاه‌هایش را تعدیل کرد و یک بار صحبت این بود که محتمل است به حزب کارگر بپیوندند.